# Віщі сестри
«Віщі сестри»  — роман британського письменника у жанрі гумористичного фентезі Террі Пратчетта, шоста книга з серії про Дискосвіт і друга у підциклі «Відьми». Надихаючись створенням роману, автор пародіював на різні субжанри фантастики, казки та відомі п`єси. Зокрема на п`єсу Шекспіра "Макбет", що неодноразово у вигляді прямих і перероблених цитат з`являється протягом сюжету роману. Книга знову представляє читачу Бабуню Дощевіск, що вперше зустрічається у попередньому творі циклу "Право на чари". 

## Сюжет
Оповідь роману одразу розпочинається з перероблених, перших рядків п`єси Шекспіра - "Макбет", що натякає на майбутні події оповіді у стилі Шекспірівських п`єс. Нас знайомлять з трьома відьмами: Бабусею Дощевіск, Тітунею Оґґ і наймолодшою у цій компанії Маґрат Часник, що палко вірить у різноманітні ритуали, окультні ювелірні вироби та інше. Тим часом Веренц, король Ланкру помирає від рук свого двоюрідного брата, герцога Шельмета, опісля того, як його владна та амбітна дружина переконує його в цьому. Три відьми отримують немовля і корону Веренца від прислуги, що встиг втекти. Однак вагаючись, відьми передають дитину до трупи мандрівних акторів, а корону ховають у реквізит. Вони визнають, що доля врешті пройде своїм шляхом і що дитина на вигадане ім`я Томджон виросте і повернеться, щоб перемогти герцога Шельмета і зайняти своє законне місце як короля. Тим часом як сам Веренц, опісля смерті за збігом обставин, залишається у подобі привида назавжди, прикутий до власного палацу допоки не буде виконано його призначення.
Королівство Ланкру гнівається через те, як новий король жорстоко поводиться з землею та підданими. Відьми усвідомлюють, що пройде як мінімум 15 років, допоки Томджон зможе повернутись і врятувати королівство, але до цього часу, королівству і народу буде завдано непоправної шкоди. Бабусі Дощевіск, за допомогою двох інших відьом, вдається виконати заклинання над усім королівством, щоб відправити майбутнього нащадка престолу вперед на 15 років. 
Наступні події відбуваються 15 років опісля. Тим часом герцог Шельметь, вирішує написати та виконати п’єсу, яка зображує його у сприятливому світлі, а відьом у негативному світлі. Він вважає, що це призведе до того, що відьми втратять владу, а люди будуть вважати його героєм. Він відправляє власного Блазня до Анк-Морпорку, щоб обрати для майбутнього спектаклю акторську трупу з театру "Дискум" до якої потрапив Томджон.
Трупа прямує до Ланкру, де виконує виставу для короля за його запитом. Однак Г`юл, драматург, стверджує, що в сюжеті п’єси щось занадто надприродне. Тим часом як відьми створюють заклинання в середині п’єси, що змушує акторів правдиво зображувати вбивство короля, від чого глядачі магічним чином бачать, що герцог і герцогиня винні у вбивстві Веренца. Шельметь, врешті, піддається шаленству і вбиває кількох людей кинджалом, перед тим, як зіткнутися і впасти в ущелину Ланкру. Герцогиню ув'язнюють, проте їй вдається втекти. 
Бабуся Дощевіск пояснює, що Томджон є законним королем, і він повинен бути коронованим. Однак Томджон відмовляється від цього; він надзвичайно талановитий актор і бажає продовжити свою кар’єру у театрі "Дискуму". Натомість Бабуся Дощевіск під час церемонії коронування повідомляє місту, що Блазень насправді син короля Веренца від іншої матері, і напівбрат Томджона, на підставі цього він отримує корону і стає Веренцом другим. Пізніше відьми виявляють одну прикрість: те що попередній блазень при дворі - це насправді батько Томджона та Веренца Другого. 

## Персонажі
- Бабуся Дощевіск- найстаріша і наймогутніша відьма Вівцескельних гір. Вперше зустрічається у романі Пратчетта "Право на чари" у підциклі "Відьми". Самопризначений опікун своєї маленької країни, і захисник її від надприродних сил. Одна з головних героїв Дискосвіту, що відіграє ведучі ролі в семи романах.
- Тітуня Оґґ - одна із відьом Вівцескельних гір, що вперше зустрічається у цьому романі. Вона була одружена тричі, і має при собі близько п'ятнадцяти дітей, які пережили своє раннє дитинство, до того є бабусею багатьох онуків і правнуків.
- Маґрат Часник - наймолодша відьма серед її подруг. Є прихильницею чарівних і магічних ритуальних речей, амулетів та іншого антикварного приладдя. Неодноразово протягом сюжету закохується у чоловіків.
- Веренц (перший) - король Ланкру, що виявляється вбитим двоюрідним братом Шельметом. Опісля вбивства перетворюється у привида, прикутого до власного палацу і володінь, допоки не виконається його призначення.
- Герцог Шельметь - двоюрідний брат Веренца (першого) і його вбивця. Протягом власного правління намагався подолати критику збоку народу, завдяки п`єси, що мала показати відьом у поганому світлі. Випадковим чином падає у безодню Ланкру.
- Томджон - так званий син короля Веренца. Разом з короною, хлопчика рятує вірний прислуга Веренца, віддаючи відьмам. Відьми у свою чергу намагаються заховати хлопця, віддаючи його то акторської трупи театру. 15 років опісля мав змогу стати королем, проте обрав акторську майстерність. Має неабиякі здібності у акторській майстерності і керувані театром, що можна спостерігати під час його неодноразових розмов з гномом, драматургом Г`юлем. Є сином попереднього Блазня королівства.
- Веренц - Блазень (другий) - блазень у королівстві Ланкру, що став улюбленцем Шельмета. Опісля стає королем Ланкру через обман Бабусі Дощевіск у тому, що він є прямим нащадком Веренца і братом Томджона.
- Г`юл - гном та драматург театру Дискум, з яким подорожує світом. Завжди поринає у власну роботу, намагаючись майстерно і якісно представити власну оповідь на сцені театру.

## Відсилання до Шекспіра
Роман неодноразово посилається на знамениті п`єси Шекспіра. Зазвичай Террі Пратчетт бере до уваги прямі або перероблені цитати таких п`єс як: "Макбет", "Король Лір", трагедія "Юлій Цезар", "Дванадцята ніч". Крім цього автор додає до твору очевидні відсилання на давногрецькі міфи, зокрема про Прометея. Про це зазначає і перекладач Олександр Михельсон у примітках перекладача на сторінках українського видання роману від Видавництва Старого Лева.